# Carlos Von
Carlos Von Schilgen Ferreira (Vitória, 8 de setembro de 1981) é um empresário e político brasileiro, filiado ao Democracia Cristã. Atualmente é deputado estadual pelo Espírito Santo.

## Biografia
Carlos Von cresceu em Guarapari com o avô. Aos 21 anos, se graduou em administração nos EUA. Após retornar ao Brasil, se especializou em Gestão Financeira.
Von disputou sua primeira eleição em 2012, concorrendo a prefeito de Guarapari. Filiado ao PSL, recebeu 7.553 votos (35,30%) e não foi eleito. Uma eleição suplementar teve que ser realizada em 3 de fevereiro de 2013, na qual Von foi derrotado por Orly Gomes, recebendo 23.019 votos (40,06%). Nas eleições de 2014, Carlos Von concorreu a deputado estadual pelo PSD, e obteve 10.159 votos, não sendo eleito. Em 2016, concorreu a prefeito de Guarapari pelo PSDB, obteve 27.772 votos (44,62%) e perdeu a eleição por 154 votos de diferença para Edson Magalhães. Nas eleições de 2018, Carlos Von foi eleito deputado estadual pelo Avante com 14.699 votos.
      

Em 23 de julho de 2020, assumiu a presidência municipal do Avante em Guarapari, e concorreu novamente para prefeito do município no mesmo ano, sendo derrotado por Edson Magalhães após receber 20.453 votos (32,60%).